# Autolesão
Autolesão ou lesão autoprovocada intencionalmente é qualquer lesão intencional e direta dos tecidos do corpo provocada pela própria pessoa, mas sem que haja intenção de cometer suicídio. A forma mais comum de autolesão é a utilização de um objeto afiado para cortar a pele. No entanto, o termo descreve uma ampla diversidade de comportamentos, incluindo queimaduras, arranhões, bater em ou com partes do corpo, agravar lesões existentes, arrancar cabelos ou ingerir objetos ou substâncias tóxicas.
Os comportamentos relacionados com o abuso de substâncias ou distúrbios alimentares geralmente não são considerados autolesões, uma vez que eventuais lesões daí decorrentes são apenas efeitos secundários não intencionais. No entanto, a linha divisória nem sempre é clara e alguns destes casos podem ser considerados autolesões quando haja intenção deliberada de causar lesões nos tecidos. Embora o suicídio não tenha como objetivo causar lesões, a relação entre as duas condições é complexa, dado que muitas das formas de autolesão apresentam também um elevado risco de morte. O risco de suicídio é maior em indivíduos que auto-infligem lesões e em 40–60% dos casos de suicídio verificam-se também autolesões. No entanto, nem todas as pessoas que se autolesionam apresentam tendências suicidas.
O desejo de provocar lesões em si próprio é um sintoma comum de perturbação de personalidade borderline, podendo ainda ser observado em alguns casos de outras perturbações mentais como depressão, perturbações de ansiedade, abuso de substâncias, perturbações alimentares, perturbação de stresse pós-traumático, esquizofrenia e várias perturbações da personalidade. No entanto, as autolesões também podem ocorrer em pessoas com elevado grau funcional sem qualquer outra perturbação mental subjacente. Os motivos para infligir autolesões variam. Algumas pessoas usam-nas como mecanismo de enfrentamento para obter alívio temporário de sentimentos intensos como ansiedade, pressão, stresse, alheamento emocional ou insucesso. Em muitos casos, as autolesões estão associadas a antecedentes de trauma psicológico, como abusos psicológicos ou sexuais. Existem vários métodos que podem ser usados para tratar os casos de autolesão. Estes métodos focam-se tanto no tratamento das causas subjacentes como no comportamento em si. Quando os casos de autolesão estão associados a perturbações depressivas, a psicoterapia e antidepressivos podem ser eficazes. Outras abordagens envolvem técnicas evasivas, que se focam em manter a pessoa ocupada com outras atividades, ou em substituir o ato de se lesionar por outros métodos mais seguros que não causem lesões permanentes.
Em 2013 ocorreram cerca de 3,3 milhões de casos de autolesões. A condição é mais comum entre os 12 e os 24 anos de idade. A autolesão em crianças é relativamente rara, embora a sua incidência tenha vindo a aumentar desde a década de 1980. No entanto, a autolesão pode ocorrer em qualquer idade. O risco de lesões graves e de suicídio é maior entre os idosos que se autolesionam. O comportamento de autolesão não está limitado ao ser humano, sendo observado também em animais de cativeiro. Os termos "autolesão" ou "lesão autoprovocada intencionalmente" têm sido usados na literatura recente para descrever o fenómeno com uma terminologia neutra. Na literatura mais antiga, sobretudo na que antecede o DSM-5, o termo usado era quase exclusivamente automutilação.